# Полутово
Полу́тово (рос. Полутово) — присілок у складі Великоустюзького району Вологодської області, Росія. Входить до складу Красавинського сільського поселення.

## Населення
Населення — 212 осіб (2010; 260 у 2002).
Національний склад (станом на 2002 рік):
- росіяни — 99 %